# 朴烈事件
朴烈事件（ぼくれつじけん、パク・ヨルじけん）は、1923年に逮捕された朝鮮人無政府主義者の朴烈とその愛人（内縁の妻）でもある日本人の思想家の金子文子が皇室暗殺を計画したという大逆事件と、その予審中の風景を「怪写真」として世間に配布させて野党の立憲政友会が政府批判を展開したという付随する出来事。朴烈・文子事件とも言う。
実際にはテロ事件は発生しておらず、未遂の事件が大逆罪に問われ有罪となったのは予審や大審院での朴烈と文子の言動や担当官吏の思惑によるところが大きい。また事件は、むしろ政治利用された面が大きく、実体の伴わないものであった。

## 事件の概要

### 検挙と裁判
朴は朝鮮人の無政府主義団体である黒濤会を結成して中心となっていたが、大正天皇の写真を壁に張り、ナイフで刺したのを尾行の刑事に見られたことから、関東大震災後の1923年9月3日に金子とともに検挙され、上海から爆弾を入手し天皇暗殺を計画したとして1925年10月20日に起訴された。
1923年9月1日に起きた関東大震災の2日後、戒厳令下に朝鮮人が民衆によって私刑を受けた震災後の混乱期に、朝鮮人無政府主義者・朴烈と愛人の文子が治安警察法に基づく「予防検束」の名目で検挙され、東京淀橋警察署に連行された。
当時の警察・司法当局は、かねてから朝鮮民族主義と反日運動を主催してきた朴烈が「朝鮮人暴動」を画策し、爆弾テロを企図していたとして、朝鮮人殺害に対する国際的非難を浴びた場合の弁明や私刑に参加した日本人が起訴に至った場合の情状酌量を与える大義名分とすることで事態を収拾することを計画していた。
予審を担当した東京地方裁判所判事の立松懐清が、翌1924年2月15日に両名を爆発物取締罰則違反で起訴したが、司法当局は朝鮮独立運動家や社会主義者らへの威圧を目的として、起訴容疑を大逆罪に切り替えることとし、立松もこれに同意した。一方の朴も「（関東大震災がなければ1923年秋に予定されていた）皇太子裕仁親王の御成婚の儀の際に、大正天皇と皇太子を襲撃する予定であった」とする大逆計画を認める素振りをした。これについては、収監中の朴烈と文子が並んで予審法廷に立てられてなおかつ取調中に朴の膝に文子が座って抱き合うという行為に出ても立松らが見てみぬ振りをするなど、「大逆事件を告発した司法官」としての出世を望む立松と「朝鮮民族独立の英雄」としての名声を得て死ぬ事を希望した朴烈の思惑の一致があったとする説もある。
朴烈は1925年5月2日に、文子は同年5月4日にそれぞれ大逆罪に問われて起訴された。
翌1926年3月25日、両者に死刑判決が下され、続いて4月5日に「天皇の慈悲」と言う名目で恩赦が出され、共に無期懲役に減刑された。ところが朴烈は恩赦を拒否すると言い、文子も特赦状を刑務所長の面前で破り捨てたと言われている。文子は7月獄中で自殺した。

### 怪写真の浮上

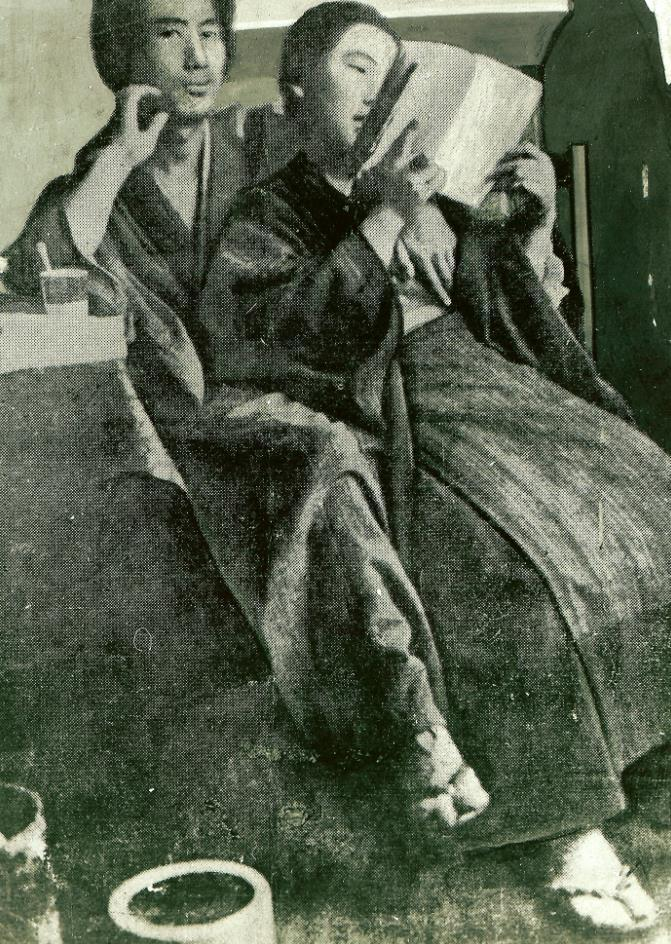
問題となった二人の怪写真。

だが、事件はこれで終わりではなかった。7月29日になって予審中に朴烈と文子が抱き合っている写真（右）が政界や報道関係に公開される。これはもともと刑死を覚悟した朴烈が母に送るために撮らせたというが、写真の存在を知った西田税が、第1次若槻内閣の転覆を計画する北一輝の意向を受けて入手・公開したものであった。これに世論は騒然とし、司法大臣の江木翼が暴漢によって汚物を投げつけられる事件も発生して、立松懐清は責任を取る形で免官された。
事態を重く見た衆議院では、野党立憲政友会の森恪や小川平吉らが取り締まりの甘さと国体観念の薄さを材料に、若槻内閣（与党憲政会）を追及する姿勢を見せて帝国議会は空転し、1927年1月18日には立憲政友会・政友本党が内閣弾劾上奏案を上程した。
ところが前年の暮れ（1926年12月25日）に大正天皇の崩御という事態を受け、国民が喪に服している時に政争とは如何なものかという意見が与野党から寄せられ、1月20日に若槻禮次郎（内閣総理大臣・憲政会）・田中義一（立憲政友会）・床次竹二郎（政友本党）が急遽、議会内で3党首会談を開き「政治休戦」が成立、世論もこれを支持したために北や西田の期待した倒閣の思惑は外れることになった。
しかし裁判の中で、写真の撮影日が政友会を含む護憲三派を与党とする加藤高明内閣時の1925年5月2日であり、若槻内閣に責任がないことが判明したにもかかわらず、加藤高明内閣で法相を務めた小川平吉は田中内閣の鉄道相となっても憲政会を攻撃し続けて政争の具とした。

### 判決後
恩赦を希望しない受刑者、しかも大逆罪の有罪者で改悛の意思のない者への減刑については政府を批判する声が多く、世論も批判的であった。しかし憲法学者の美濃部達吉が政府の判断を適正であったと新聞紙面で弁護している。
1926年7月22日から翌日にかけて、文子は宇都宮刑務所栃木支所で看守の目を盗み、格子に麻縄を結びつけて縊死したと発表された。文子の遺族は自殺を信用せず調査を求めたが、看守側の妨害もあって死亡の経緯は不明のままとなった。
朴は第二次世界大戦後の1945年10月27日まで獄中にあって、釈放後は民団の結成に関与したが選挙で敗れて韓国へ渡り、朝鮮戦争時に北朝鮮に捕虜として連行され、1974年に71歳で刑死したと言われている。

## 関連書籍
- 昭和史発掘

小説家の松本清張によるノンフィクションで文藝春秋の週刊誌『週刊文春』に連載され、戦後忘れ去れされつつあった本事件にも再び注目が集まった。

## 関連作品
映画
- 金子文子と朴烈（パクヨル）（2017年、韓国、監督：イ・ジュニク）